# Санфранциски полуостров
Санфранциският полуостров или просто Полуостровът е както географско понятие, така и подрайон в района на залива на Сан Франциско, щата Калифорния, САЩ.

## География

### Географско понятие
Географското понятие за Санфранциския полуостров е, че разделя Тихия океан от Санфранцискския залив. От северната страна на полуострова е град Сан Франциско и мостът „Голдън Гейт“, който води до Северния залив. В южната част на полуострова е окръг Санта Клара.

### Подрайон
Местните наричат за кратко „полуострова“ района южно от Сан Франциско, приблизително отговарящ на района на телефонен код 650 или понякога само на територията на окръга Сан Матео. Подрайон „Полуострова“ се намира между град-окръг Сан Франциско на север и Южния залив на юг, друг подрайон в района на залива на Сан Франциско.

## Окръзи
Окръзи на полуострова като географско понятие (от север на юг):
- Сан Франциско
- Сан Матео
- Санта Клара

Окръзи в подрайон „Полуострова“:
- Сан Матео